# جورج مايكل
جورجيوس كرياكوس بانايتو ويشتهر بـ جورج مايكل (بالإنجليزية: George Michael) (مواليد 25 يونيو 1963 - 25 ديسمبر 2016) هو مغني ومؤلف أغاني بريطاني مشهور لأب يوناني من قبرص وأم بريطانية. كان يُلقّب بملك البوب في بلاده ويغني بإسلوب البوب (Pop) والبوب روك (Pop Rock) كان من أحد أفراد فرقة Wham! التي اشتهرت عالميا في 1982 حقق أكبر إنجازاته الموسيقية في ألبوم Faith الذي باع 21 مليون نسخة حول العالم ويعتبر جورج مايكل من أنجح المغنيين في العالم بمبيعات 85 مليون عمل موسيقى وإثني عشرة أغنية رقم 1 في بريطانيا وعشرة في الولايات المتحدة.
اشتهر في عقدي الثمانينات والتسعينيات بأسلوبه الغنائي الذي يسمّى (بوست ديسكو) و (بوب الرقص) والذي استطاع أن يحقق مبيعات عالية مع ألبومات: "Last Christmas" و"Wake Me Up Before You Go-Go".
فاز مايكل بالعديد من الجوائز الموسيقية طوال حياته على مدار 30 عاما، كان من بينها ثلاثة جوائز بيريت وجائزتين أفضل مطرب بريطاني مرتين، وأربع جوائز MTV للموسيقى والفيديو، وأربع جوائز نوفيلو أيفور، وثلاث جوائز في الموسيقى الأمريكية، واثنين من جوائز جرامي من ثمانية ترشيحات.
في عام 2004 قامت أكاديمية راديو البريطانية بتسمية مايكل كأكثر مطرب بريطاني تم بث أغاني لهُ عبر الإذاعة البريطانية خلال الفترة 1984-2004، وتم إنشاء عدة أفلام وثائقية عنه ومنها (A Different Story) الذي صدر في عام 2005 عن مسيرته وحياته الشخصية. وفي عام 2006 أعلن مايكل أول جولة لهُ خلال 15 عاما، حيث قام بنحو 25 جولة في جميع أنحاء العالم على مدى ثلاث سنوات (2006 و 2007 و 2008). في عام 2016، وأعلن مايكل عن الفيلم الوثائقي الثاني له عن حياته بعنوان الحرية (Freedom) والذي سيتم الإعلان عنه في مارس 2017.
في 25 ديسمبر 2016 توفي جورج مايكل في منزله عن عمر يناهز 53 عاماً.

## حياته الأولى
ولد جورج مايكل في شرق فينتشلي بلندن، والده هو كيرياكوس بانايوتو صاحب مطعم قبرصي يوناني الجنسية، انتقل إلى إنجلترا بعد عام 1950، وتغيّر اسمه إلى جاك بانوس، والدة مايكل هي ليزلي أنجولد (1937-1997)، كانت راقصة إنجليزية، قضى مايكل معظم طفولته في كينغسبيري لندن، في منزل والديه الذي اشتراه بعد وقت قصير من ولادته. ودخل في مدرسة ثانوية في كينغسبيري.
بينما في أوائل سن المراهقة، انتقلت العائلة إلى رادليت، هيرتفوردشاير. هناك حضر مايكل مدرسة بوشي مادس في بلدة مجاورة للبوشي، حيث ارتبط بصداقة مع شريك أندرو ريدجلي (والذي سيشكل معه لاحقا فريق Wham!) كان طموح الثنائي الوظيفي نفسه يسعى لتكوين فرقة موسيقية، كان مايكل يتجول داخل مترو أنفاق لندن، وقام بأداء الأغاني مثل "'39"، بدايته مع عالم الموسيقى بدأت مع عمله كدي جي، ولعب في النوادي والمدارس المحلية في جميع أنحاء بوشي، ستانمور، واتفورد. وأعقب ذلك تشكيل فرقة سكا لكن لم تدم طويلا، وشكل مع ريدجلي شقيق بول أندرو ليفر، وديفيد مورتيمر (عرفت فيما بعد باسم ديفيد أوستن).

## حياته الفنية
جعلت مواهبه كمغني ومؤلف أغاني ومنتج موسيقي من جورج مايكل واحداً من أكثر الفنانين مبيعا في العالم.
فبفضل مظهره الوسيم وصوته الغنائي الشجي، جعل ظهوره على المسرح منه واحداً من أحب المغنين في الحفلات الغنائية بينما كان يتحول تدريجيا من مغن يحبه المراهقين إلى نجم حقيقي.
وبعد النجاح الذي حققه مبكرا مع فريق (وام)، مضى مايكل إلى بناء سيرة ناجحة كمغن منفرد جلبت له سلسلة من الجوائز وجعلت منه مليونيرا.
ولكن كانت هناك أيضا مناسبات تظافرت فيها معركته مع المخدرات واحتكاكاته مع الشرطة في تعرضه إلى هجمات من جانب الصحف هددت بالتغلب على مواهبه الموسيقية.
زخرت مجموعة (Older) بالأغاني الحزينة والسوداوية، واحتوت على إيماءات إلى توجهاته الجنسية. وغيٌر مايكل في هذه الفترة مظهره، حيث حلق شعره الطويل ولحيته وعاد إلى ارتداء الملابس الجلدية.
واستمر مايكل في تسجيل الاغاني، وفي عام 1999 أصدر مجموعة غنائية تحت عنوان (Songs from the Last Century) قبل أن يقضي عامين في تأليف وتسجيل مجموعة (Patience) التي صدرت عام 2004.
ونظر الجمهور إلى المجموعة الجديدة بوصفها محاولة للعودة إلى الأصل، وحققت نجاحا كبيرا وفوريا في بريطانيا كما وصلت إلى الموقع 12 في قائمة المبيعات في الولايات المتحدة السوق الذي كان يبدو أنه رفضه.
واختير مايكل كأفضل مغنّ ذكر في مسابقة جوائز بريت أواردز، وحاز على لقب أفضل مؤلف أغاني للسنة الثالثة على التوالي في مسابقة إيفور نوفيلو.

## دخوله السجن
أمضى جورج مايكل نحو 4 أسابيع في السجن في عام 2010 بعدما اقتحم بسيارته الرباعية الدفع متجرا في شمال لندن، تحت تأثير مخدر القنب.
وفي عام 2013 عُثر عليه فاقداً للوعي داخل سيارتهِ المرسيدس، وأقر بتعاطيهِ المخدرات، إلا أنه تجنب السجن عن طريق أداء 100 ساعة من الخدمة الاجتماعية، ومُنع من القيادة لعامين.

## ألبوماته
- Faith (1987)
- Listen Without Prejudice Vol. 1 (1990)
- Five Live (EP) (1993)
- Older (1996)
- Songs from the Last Century (1999)
- Patience (2004)
- Symphonica (2014)

## الجوائز والترشيحات
فاز مايكل بالعديد من الجوائز الموسيقية طوال حياته لمدة 30 عاما، بما في ذلك ثلاثة بريت الجوائز الحائز على أفضل مطرب بريطاني ذكر مرتين، أربع جوائز موسيقى الفيديو تي، جوائز أربعة إيفور نوفيلو، ثلاث جوائز الموسيقى الأمريكية، واثنين من جوائز جرامي من ثمانية ترشيحات.

## وفاته
في 25 ديسمبر عام 2016 توفي جورج مايكل عن عمر يناهز 53 عاما في منزله، وذلك بسبب نوبة قلبية أثناء نومه بحسب جريدة التايمز، وقد أفادت مصادر أخرى أن مايكل توفي بسبب قصور في القلب وفقاً لوكيله مايكل ليبمان، ولكن سبب الوفاة لم يتم التحقق رسميا.

## وصلات خارجية
- جورج مايكل على موقع IMDb (الإنجليزية)
- جورج مايكل على موقع ميتاكريتيك (الإنجليزية)
- جورج مايكل على موقع الموسوعة البريطانية (الإنجليزية)
- جورج مايكل على موقع روتن توميتوز (الإنجليزية)
- جورج مايكل على موقع ألو سيني (الفرنسية)
- جورج مايكل على موقع ميوزك برينز (الإنجليزية)
- جورج مايكل على موقع رولينغ ستون (الإنجليزية)
- جورج مايكل على موقع أول موفي (الإنجليزية)
- جورج مايكل على موقع إن إن دي بي (الإنجليزية)
- جورج مايكل على موقع أول ميوزيك (الإنجليزية)
- الموقع الرسمي